# Права женщин в Турции

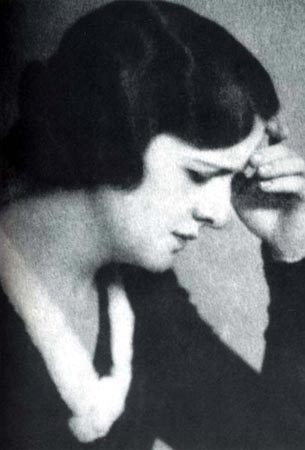
Латифе Ушаклыгиль (жена Ататюрка)

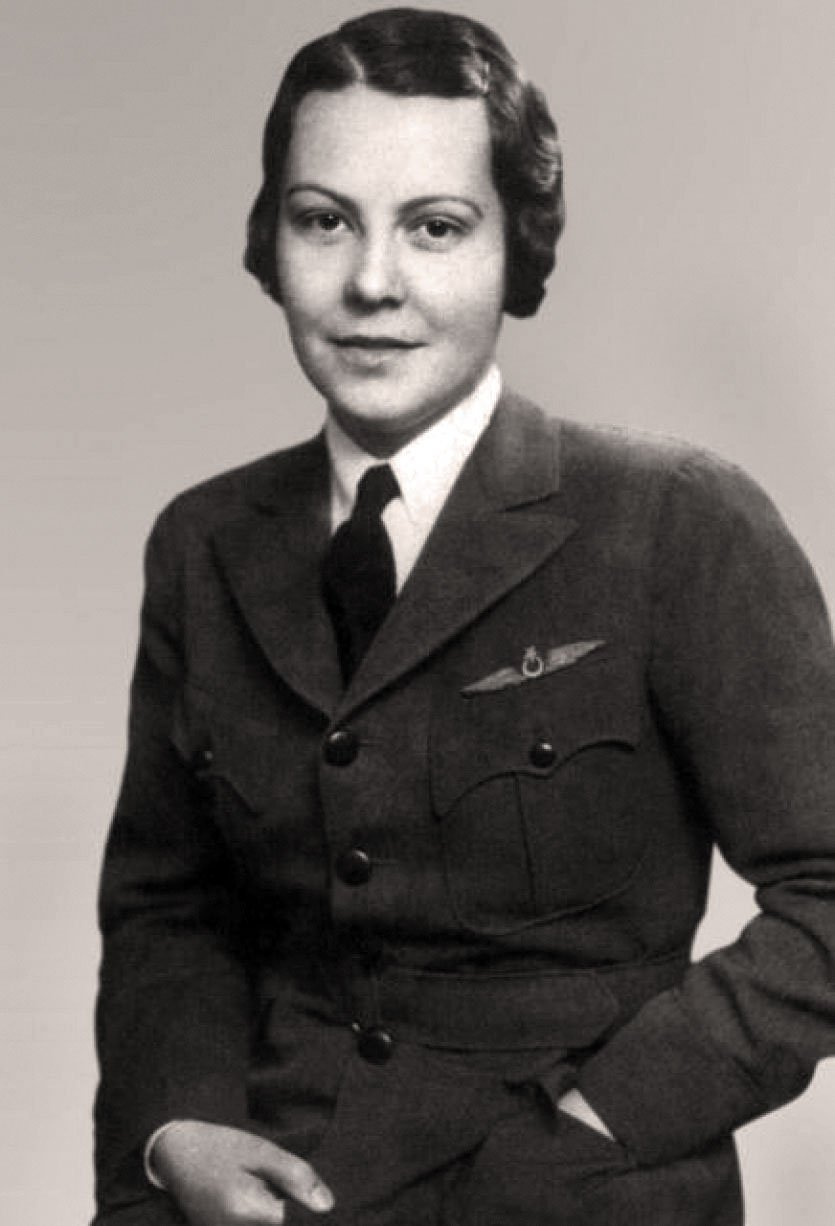
Сабиха Гекчен была первой в мире женщиной-летчиком-истребителем.

Права женщин в Турции ― комплекс исследований о положении женщины в турецком обществе, а также система правил и норм, регулирующих взаимодействие женщины с социальными институтами.
Первая женская ассоциация в Турции, Османская организация социального обеспечения женщин, была основана в 1908 году. Турция предоставила женщинам полные политические права, включая право избирать и быть избранными на муниципальном уровне в 1930 году и на национальном уровне ― в 1934 году. Конституция Турции запрещает любую дискриминацию, государственную или частную, по признаку пола.  Турция ― первая страна в мире, в которой женщина стала председателем Конституционного суда. В Конституции Турции также говорится, что семья «основана на равенстве между супругами».

Турецкое феминистское движение началось в XIX веке во время упадка Османской империи. Идеал гендерного равенства был принят на официальном уровне во времена правления Мустафы Кемаля Ататюрка, чьи модернизационные реформы включали запрет на многоженство и предоставление полных политических прав турецким женщинам к 1930 году. 

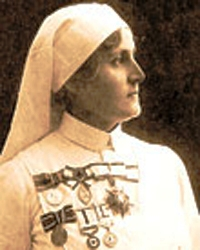
Сафийе Али, первая турецкая женщина-врач.

Некоторые женщины в Турции по-прежнему становятся жертвами изнасилований и убийств чести, особенно в преимущественно курдском регионе юго-восточной Анатолии, где совершается большинство преступлений против женщин, связанных с честью. Кроме того, исследования ученых и государственных учреждений указывают на широко распространённое насилие в семье среди населения Турции. Несмотря на то, что Турция является патриархальным обществом, есть также много исторических примеров турецких женщин, которые были активно вовлечены в общественную жизнь.
Женщины в Турции также сталкиваются со значительным неравенством в сфере занятости и, в некоторых регионах, в сфере образования. Трудовая занятость женщин в Турции составляет менее половины от среднего показателя по Европейскому союзу, и хотя было проведено множество мероприятий по повышению уровня грамотности среди женщин, в среднем образовании по-прежнему существует гендерный разрыв, который увеличивается в сфере высшего образования. В Турции также широко распространены детские браки, особенно в восточной и центральной частях страны. Одна из причин, по которой женщины стали меньше учиться в университете, была связана с запретом на хиджаб. Было много религиозных женщин, которые боролись с этим законом, так как они сталкивались с требованием снять платок с головы в обмен на посещение университета и работы. В некоторых сельских землях часто являются кормилицами семьи.
В 2018 году Турция заняла 130-е место в индексе гендерного разрыва Всемирного экономического форума в списке из 149 стран.
Положение турецких женщин изучала турецкий социолог Нермин Абадан-Унат.